# 杭州天目里

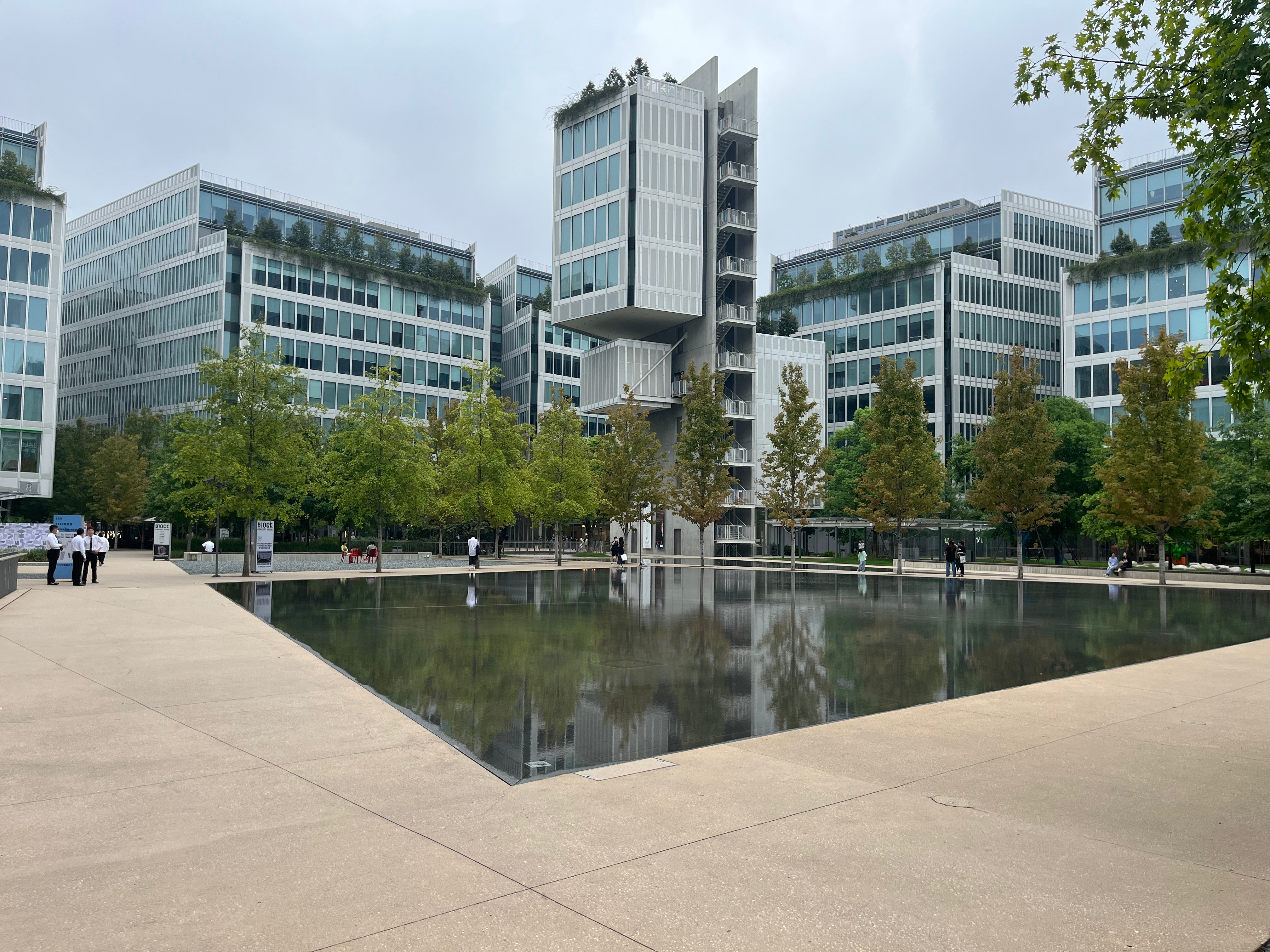
杭州天目里广场

杭州天目里是位于中国浙江省杭州市西湖区的一个综合建筑群。天目里位于天目山路与古墩路交叉口的西北方，占地230,000平方米，拥有17座建筑物和一个中央广场，包含办公、美术馆、艺术中心、秀场、设计酒店及艺术商业等功能，是一个具有地标意义的综合性的艺术园区，于2020年10月18日开业。这是普利兹克奖得主伦佐·皮亚诺在中国进行的第一项设计工作，历时八年。天目里为江南布衣、GOA大象设计的总部所在。
茑屋书店（Tsutaya Books）在杭州天目里开设了中国第一家店。 